# Lama Mocogno
Lama Mocogno (emilián nyelven La Làma) település Olaszországban, Emilia-Romagna régióban, Modena megyében. Lakosainak száma 2634 fő (2023. január 1.). Lama Mocogno Palagano, Polinago, Montecreto, Pavullo nel Frignano és Riolunato községekkel határos.

## Népesség
A település lakossága az elmúlt években az alábbi módon változott:
| Lakosok száma | 2715 | 2708 | 2634 |
|               | 2017 | 2018 | 2023 |